# 吗啡全合成

吗啡

吗啡全合成是指化学中吗啡样生物碱的合成，描述了天然吗啡喃类生物碱的全合成，其包括可待因，吗啡，奥利平，和蒂巴因及其密切相关的半合成类似物丁丙诺啡，氢可酮，异可待因，纳曲酮，纳洛酮，纳布啡和羟考酮。
吗啡的结构并不是特别复杂，然而，相邻结合原子的静电极化在整个结构中不均匀交替。这种“不一致的连接性”使得键的形成更加困难，并且因此使应用于该分子家族的任何合成策略明显的复杂化。
首次全合成由美國化學家马歇尔·D·盖茨于1952年完成，并被视为这个领域中的经典之作。该合成总共用了31个步骤，并且总产率有0.06％。Kenner C. Rice的氢可酮合成是最有效的，用了14个步骤并且有30％的总产率。
此后，许多化学家提出了新的合成路线，其中值得注意的有以下研究者率领的团队所提出的路线：赖斯、埃文斯、富克斯、帕克、奥尔曼、木泽尔·特劳纳、怀特、泰伯、特罗斯特、福山、吉尤和斯托克。

## 盖茨的合成路线
盖茨的吗啡全合成路线是在全合成中运用Diels-Alder反应的首个例子。

## Rice的合成路线
Rice合成遵循仿生途径，并且是迄今为止已经被报道中最有效的。一个关键的步骤是Grewe环化，类似于发生在吗啡生物合成中的网状结构的环化
。